# Włodzimierz Szturc
Włodzimierz Szturc (ur. 16 stycznia 1959 w Wiśle) - historyk literatury, teatrolog, profesor nauk humanistycznych. Pracownik naukowy Uniwersytetu Jagiellońskiego (prowadził m.in. warsztaty dramaturgiczne w Studium Literacko-Artystycznym) i Akademia Sztuk Teatralnych im. Stanisława Wyspiańskiego w Krakowie. Wykładał również we Francji.
Zajmuje się przede wszystkim literaturą romantyczną i studiami nad wyobraźnią. W swojej pracy posługuje się metodą komparatystyczną.

## Publikacje
- Ironia romantyczna. Pojęcie, granice i poetyka (Wydawnictwo Naukowe PWN, Warszawa 1992)
- O obrotach sfer romantycznych. Studia o ideach i wyobraźni (Homini, Bydgoszcz 1997)
- "Faust" Goethego. Ku antropologii romantycznej (Universitas, Kraków 1997)
- Teoria dramatu romantycznego w Europie XIX wieku (Homini, Bydgoszcz 1999)
- Archeologia wyobraźni. Studia o Słowackim i Norwidzie (Universitas, Kraków 2001)
- Mitoznawstwo porównawcze (Wydawnictwo UJ, Kraków 2006) współautor: Marek Dybizbański